# You Can't Always Get What You Want
You Can't Always Get What You Want är en låt av The Rolling Stones som finns med på gruppens album Let It Bleed från den 5 december 1969. Låten skrevs av Mick Jagger och Keith Richards och nådde nummer 101 på tidningen Rolling Stones ranking av de 500 bästa låtarna genom tiderna. På låten medverkar Rolling Stones musikproducent Jimmy Miller på trummor i stället för Stones vanliga trummis Charlie Watts och London Bach Choir med körsång. You Can't Always Get What You Want är Stones motsvarighet till Hey Jude, och Jagger har sagt i en intervju att "jag gillar det Beatles gjorde med Hey Jude, orkestern finns bara inte för att täcka upp allting utan det var något extra, vi kan göra något sådant på vårt nästa album".